# 坂口征夫
坂口 征夫（さかぐち ゆきお、1973年7月26日 - ）は、日本の元男性プロレスラー、元総合格闘家。
東京都世田谷区出身。坂口道場代表、最終所属DDTプロレスリング。血液型A型。1級土木施工管理技士、建設会社経営。
元プロレスラーの坂口征二を父に、俳優の坂口憲二を弟に持つ。

## 来歴
明大中野中学・高校と柔道を経験。父親が代表を務める坂口道場の柔道コーチも務めていた。
当初はプロレスラーを目指していたが身長が低く断念。高校卒業後、建設会社に就職し、土木作業員として勤務。2004年には1級土木施工管理技士も取得している。
著名な父・弟と比較され、コンプレックスの塊だったと語っている。
27歳で空手を始め、東都空手道選手権で準優勝、ルーキーチャレンジカップで優勝。
30歳の時に、柔道時代の先輩にあたるGRABAKAの菊田早苗に相談し、総合格闘家になることを決意。
2006年9月16日、パンクラスのアマチュア試合「パンクラスゲート」に出場。小野明洋と対戦し、2R膝蹴りによるKO勝利。
パンクラスゲートでの勝利により、12月2日にプロデビュー予定であったが、練習中に右足薬指を骨折し、プロデビューが遅れた。
2007年4月27日、パンクラスでプロデビュー。チェ・ヒュンソクと対戦し、左ストレートでKO負け。父のテーマ曲「燃えろ荒鷲」で入場した。33歳でのプロデビューとなった。
2007年7月27日、パンクラスでチェ・キーソクとプロ第2戦目を行い、スタンディングでのチョークスリーパーで一本勝ち、プロ初勝利。
2007年10月14日、パンクラスで本田朝樹とプロ第3戦目を行い、喧嘩のような打撃戦を繰り広げたが、ヒールホールドで一本負け。
2008年4月27日、階級をライト級に下げ、パンクラスで高橋渉とプロ第4戦目を行い、打撃・サッカーボールキックであと1歩のところまで追い詰めたが、腕ひしぎ十字固めで逆転の一本負け。
2008年5月に自ら横浜市都筑区仲町台に「坂口道場横浜」を設立。
2008年6月1日、パンクラスで倉持昌和とプロ第5戦目を行い、膝蹴り・踏みつけで相手を追い込み、1RサッカーボールキックでKO勝ち。
2008年6月28日、TRIBELATE vol.18で北崎鎮とエキシビションマッチを行った。
2008年10月26日、パンクラスで同団体ライト級4位の五十里祐一とプロ第6戦目を行い、1Rに右フックでKO勝ち。試合後には、「実力が及ばないのは分かっている。でもお祭り的な要素として、呼んでいただけるなら出たい。憲二を担ぎだしてもいい」と年末年始のビッグマッチ参戦をアピールした。また、この勝利でパンクラスライト級4位となり、初のランキング入り。
2008年12月31日、Dynamite!! 〜勇気のチカラ2008〜でアンディ・オロゴンと対戦。右アッパーでダウンしたところにパウンドを受け失神、KO負けとなった。
2009年6月7日、パンクラスで戦極ライト級王者北岡悟と対戦し、アキレス腱固めで一本負け。
2009年9月19日公開の映画『カムイ外伝』（松竹配給）で俳優デビューし、「渡り衆」として出演した。
2009年11月23日、修斗で行われた修斗 vs. パンクラスの対抗戦で朴光哲と対戦し、ストレートでダウンをとりあと1歩まで追い詰めたが、カウンターの左フックで大逆転の失神KO負けを喫した。
2010年2月21日、パンクラス事務所で会見を開き、身体のダメージなどを理由に現役引退を発表。2010年4月4日、パンクラス興行で引退セレモニーが行われた。
引退後は、2010年10月5日にドラマ『クロヒョウ 龍が如く新章』に地下闘技場ファイター、TOMOKIとして出演したほか、2010年11月に劇場公開される映画『裁判長!ここは懲役4年でどうすか』に田崎被告役で出演するなど、俳優としての活動が主となっていたが、同年12月30日に行われる『戦極 Soul of Fight』にて格闘家として現役復帰することを発表。引退から8か月での復帰となった。なおスポーツ紙の取材に対しては「次にリングを下りるときは死ぬ時」と語っており、今後は生涯現役を貫く構えを示している。
2010年12月30日、戦極 Soul of Fightでジョン・ジンソとSRCジャケットルールで対戦し、3-0の判定勝ちを収めた。
2011年3月、東日本大震災の被災地である茨城県の水道管復旧工事を請け負い赴いたが、急遽福島県小名浜地区での工事を依頼され快諾、5月までに地域全ての水道管復旧工事に従事した。

### プロレス
2012年
- 3月22日、DDTプロレスリングの格闘技系ブランドであるハードヒットに出場し、中澤マイケルと対戦、腕ひしぎ十字固めで勝利[12]。以降はDDTに不定期にて参戦。

2013年
- 1月13日、レジェンド・ザ・プロレスリングに参戦し、藤波辰爾&長州力と組み、蝶野正洋&天山広吉&獣神サンダー・ライガーと対戦[13]。
- 4月13日、DDT新宿FACE大会にて入江茂弘の持つKO-D無差別級王座に初挑戦。重い打撃とサブミッションで攻めこむも敗戦。
- 5月3日、DDT後楽園ホール大会にて佐藤光留とのタッグでHARASHIMA・ヤス・ウラノの持つKO-Dタッグ王座に挑戦、勝利を納め自身初のタイトル戴冠。
- 6月28日から開幕の「KING OF DDTトーナメント2013」に参加、準決勝まで進むもケニー・オメガに破れ敗退。
- 12月15日、DDT博多スターレーン大会でHARASHIMAをスリーパーで絞め落とし勝利。アイアンマンヘビーメタル級王座第978代王者となる。
- 12月23日、DDT後楽園ホール大会でHARASHIMAの持つKO-D無差別級王座に挑戦。激闘を繰り広げるも、HARASHIMAの蒼魔刀で敗れる。同時にアイアンマンヘビーメタル級王座の防衛にも失敗。

2014年
- 2月2日、DDT名古屋大会でKUDOとの因縁が勃発、2月23日DDT後楽園ホール大会でのシングルマッチが決定。
- 2月23日、DDT後楽園ホール大会でKUDOとのシングルマッチ「殺るか殺られるか！？タイマンマッチ30分一本勝負」が行われ、最後はKUDOのバックスピンキックが顔面を直撃、カウント3を許し敗北。
- 3月2日、DDT梅田ナスキーホール大会でKUDO、マサ高梨からのユニット結成の誘いを快諾。後にユニット名が「酒呑童子」と決定。
- 4月29日、DDT後楽園ホール大会でマサ高梨とタッグを組み、勝俣瞬馬のデビュー戦の相手を務め、勝俣をスリーパーで絞め上げ勝利。
- 5月4日、DDT仙台大会でゴールデン☆ストームライダースの持つKO-D6人タッグ王座に酒呑童子で挑戦。坂口がPKで佐々木に勝利。酒呑童子が第10代王者となる。坂口が乾杯の音頭をとり、リング上で酒盛りを行う。
- 10月1日、DDTドラマチック総選挙にて17位で選抜入り。直後にリング上で「自分の最後の格闘家人生をこのDDTで終わらせたいです。自分をDDTの所属の選手にしてください。」と、高木三四郎に直訴。高木は即答でOKし、DDT所属となる。

2015年
- 4月29日、ユニオン後楽園ホール大会にて木高イサミの持つインディペンデント・ワールド・ジュニアヘビー級王座に挑戦するも敗北。
- 6月6日より開催されたKING OF DDTトーナメント2015で優勝、8月23日のDDT両国大会メインイベントでのKO-D無差別級王座挑戦を決めた。
- 8月23日、DDT両国大会にて時の王者であり、酒呑童子の盟友であるKUDOを神の右膝で仕留め、KO-D無差別級王座初戴冠、第54代王者となる[14]。

2023年
- 11月3日、DDT新宿FACE大会にて岡谷英樹と組み、秋山準&鈴木鼓太郎が保持しているアジアタッグ王座に挑戦、勝利し第121代王者となる。なお、父親の坂口征二も1971年に同王座に就いており、親子二代の戴冠となる。

2024年
- 1月15日、引退を発表[15]。
- 2月7日、DDT 新宿FACE大会にてHARASHIMAとのシングルマッチを最後に引退。

## 得意技
神の右膝
コーナーへ詰めた相手への走りこみの二段式右飛び膝蹴り。主なフィニッシャー。
望月成晃の一角蹴りの要領でコーナーロープに横たえた相手に放つタイプやスワンダイブ式などのバリエーションを持つ。
煉獄
左右のハイキック連打。当初は右ハイキックに連なる5連撃のコンビネーションだった。
エプロンPK
場外の相手にリングのエプロンを走ってのPK。
コブラクラッチ
スリーパーホールド
変形極楽固め
相手の両手首を攫み、両腕を相手の首元で交差させて極めるところは通常の極楽固めと同じだが、坂口の場合は相手の背中には乗らず、立てた片膝だけを乗せて極める。ユキオ・サンローランとしては「安楽死」の技名で使用。
各種キック

## タイトル歴
DDTプロレスリング
- KO-D無差別級王座（第54代）
- KO-Dタッグ王座
  - 第47代（パートナーは佐藤光留）
  - 第59代（パートナーは船木誠勝）
  - 第68代（パートナーは樋口和貞）
- KO-D6人タッグ王座
  - 第10代、第12代、第16代、第18代、第27代、第30代、第32代（パートナーはKUDO&高梨将弘）
  - 第41代（パートナーは樋口和貞&赤井沙希）
  - 第52代（パートナーは赤井沙希&岡谷英樹）
- アイアンマンヘビーメタル級王座（第978代、第1380代、第1382代、第1393代、第1396代、第1399代、第1555代）
- KING OF DDTトーナメント 優勝（2015年）

全日本プロレス
- アジアタッグ王座
  - 第121代（パートナーは岡谷英樹）
- 全日本プロレスTV認定6人タッグ王座
  - 第6代（パートナーは赤井沙希&岡谷英樹）

SED
- SED認定エンターテインメントワールド王座（第4代）

## テーマ曲
BATTLE WITHOUT HONOR OR HUMANITY-SAMURAI MIX（布袋寅泰）
入場曲。同曲中盤の効果音と台詞がイントロ前に編集されている。
刃（THE BACK HORN）
勝利時に流れる。

## 戦績

### プロ総合格闘技
| 総合格闘技 戦績 | 総合格闘技 戦績 | 総合格闘技 戦績 | 総合格闘技 戦績 | 総合格闘技 戦績 | 総合格闘技 戦績 | 総合格闘技 戦績 |
| --------------- | --------------- | --------------- | --------------- | --------------- | --------------- | --------------- |
| 12 試合         | (T)KO           | 一本            | 判定            | その他          | 引き分け        | 無効試合        |
| 5 勝            | 2               | 2               | 1               | 0               | 0               | 0               |
| 7 敗            | 3               | 4               | 0               | 0               | 0               | 0               |

| 勝敗 | 対戦相手           | 試合結果                           | 大会名                                     | 開催年月日     |
| ×    | 伊藤崇文           | 2R 1:28 アームロック               | PANCRASE 252                               | 2013年9月29日  |
| ○    | ジョン・ジンソ     | 5分1R終了 判定3-0                  | 戦極 Soul of Fight 【SRCジャケットルール】 | 2010年12月30日 |
| ×    | 朴光哲             | 1R 1:54 KO（左フック）             | 修斗 REVOLUTIONARY EXCHANGES 3             | 2009年11月23日 |
| ○    | ハン・スンファ     | 1R チョークスリーパー              | 日韓親善国際格闘技大会 GLADIATOR 岡山大会  | 2009年11月3日  |
| ×    | 北岡悟             | 1R 1:26 アキレス腱固め             | PANCRASE 2009 CHANGING TOUR                | 2009年6月7日   |
| ×    | アンディ・オロゴン | 1R 3:52 KO（右アッパー→パウンド）  | Dynamite!! 〜勇気のチカラ2008〜            | 2008年12月31日 |
| ○    | 五十里祐一         | 1R 0:21 KO（右フック）             | PANCRASE 2008 SHINING TOUR                 | 2008年10月26日 |
| ○    | 倉持昌和           | 1R 2:01 KO（サッカーボールキック） | PANCRASE 2008 SHINING TOUR                 | 2008年6月1日   |
| ×    | 高橋渉             | 1R 4:23 腕ひしぎ十字固め           | PANCRASE 2008 SHINING TOUR                 | 2008年4月27日  |
| ×    | 本田朝樹           | 1R 0:52 ヒールホールド             | PANCRASE 2007 RISING TOUR                  | 2007年10月14日 |
| ○    | チェ・キーソク     | 1R 0:44 チョークスリーパー         | PANCRASE 2007 RISING TOUR                  | 2007年7月27日  |
| ×    | チェ・ヒュンソク   | 1R 1:51 KO（左ストレート）         | PANCRASE 2007 RISING TOUR                  | 2007年4月27日  |

### アマチュア総合格闘技
| 勝敗 | 対戦相手 | 試合結果             | 大会名                                       | 開催年月日    |
| ○    | 小野明洋 | 2R 2:47 KO（膝蹴り） | PANCRASE 2006 BLOW TOUR 【パンクラスゲート】 | 2006年9月16日 |

## 出演
- カムイ外伝（2009年9月）-渡り衆 アグリ役[3]
- インディゴの夜（2010年10月）-エピソード7　ノブ役
- クロヒョウ 龍が如く新章（2010年10月）- 第1話 地下闘技場ファイター TOMOKI役
- 裁判長!ここは懲役4年でどうすか（2010年11月）-田崎被告役
- ぶらり路上プロレス Amazonプライムビデオ（2016年）-第9話、第10話「横浜中華街編」、第16話「伊橋剛太 試練の5番勝負編」
- マジムリ学園（2018年）-第6話、7話 怪力ギガントコング役
- LADY NINJA〜青い影〜（2018年）
- Pure Japanese（2022年1月28日、監督：松永大司）長山組 陣内　[16]
- TOKYO VICE 第1話（2022年4月、HBO Max・WOWOW） - ヤクザ 役
- 若武者（2024年5月、監督：二ノ宮隆太郎）後藤